# 王⿰土𭻾
王（1535年—？），又作王璇，字曰衡，號竹溪，河南開封府太康縣人，民籍，明朝政治人物。

## 生平
河南鄉試第七十二名舉人。隆慶二年（1568年）中式戊辰科會試第二百八十一名，三甲第一百一十六名進士。初授滋阳县知县，五年九月选授礼科给事中，历官布政司参议，萬曆七年（1579年）任山西按察司副使，分巡北路兵备，晋右佥都御史、巡抚甘肃，復任陕西巡抚，十六年七月三年考绩，升右副都御史，照旧巡抚。

## 家族
户部尚書王钝、户部侍郎王瀹家族之後。王瀹兄王濡，號橘井先生，医学訓科；祖父王節（1428年-1485年），字伸禮，號介菴，天顺壬午举人，官盩厔知縣；父王杰，號梅岡，縉雲縣主簿。嫡母蔡氏；繼母李氏；生母龔氏。慈侍下。兄王埞。。